# Сліквілл (Пенсільванія)
Сліквілл (англ. Slickville) — переписна місцевість (CDP) в США, в окрузі Вестморленд штату Пенсільванія. Населення — 339 осіб (2020).

## Географія
Сліквілл розташований за координатами 40°27′44″ пн. ш. 79°31′6″ зх. д. / 40.46222° пн. ш. 79.51833° зх. д. (40.462105, -79.518422).  За даними Бюро перепису населення США в 2010 році переписна місцевість мала площу 1,34 км², уся площа — суходіл.

## Демографія
Згідно з переписом 2010 року, у переписній місцевості мешкало 388 осіб у 157 домогосподарствах у складі 103 родин. Густота населення становила 289 осіб/км².  Було 170 помешкань (127/км²).
Расовий склад населення:
| - 96,1 % — білих - 2,3 % — чорних або афроамериканців |

До двох чи більше рас належало 1,5 %. Частка іспаномовних становила 0,8 % від усіх жителів.
За віковим діапазоном населення розподілялося таким чином: 20,1 % — особи молодші 18 років, 61,9 % — особи у віці 18—64 років, 18,0 % — особи у віці 65 років та старші. Медіана віку мешканця становила 41,3 року. На 100 осіб жіночої статі у переписній місцевості припадало 98,0 чоловіків;  на 100 жінок у віці від 18 років та старших — 93,8 чоловіків також старших 18 років.
За межею бідності перебувало 1,6 % осіб, у тому числі 0,0 % дітей у віці до 18 років та 6,2 % осіб у віці 65 років та старших.
Цивільне працевлаштоване населення становило 203 особи. Основні галузі зайнятості: будівництво — 28,1 %, виробництво — 24,6 %, науковці, спеціалісти, менеджери — 22,7 %.